# 茱莉娅·罗伯茨
茱莉亞·費歐娜·羅勃茲（英語：Julia Fiona Roberts，1967年10月28日—），美國女演员及製片人。2001年以《永不妥協》獲得第73届奧斯卡金像獎最佳女主角奖。

## 早年生活與家庭
茱莉亞·羅勃茲出生於一個擁有爱尔兰血统的演藝家庭，父母沃尔特·佳迪·罗伯茨與贝蒂·卢·贝蒂努斯都是演員，因此三個子女也相繼踏上演藝之路。茱莉亞小時候跟哥哥艾力克·羅勃茲一樣曾患有口吃。四歲時，父母離異。高中畢業後便搬到紐約和姐姐麗莎·羅伯茨一同實踐追星夢，後來因為他哥哥的幫助使她得到一個演出機會，但兩人關係並不親密。
羅勃茲曾就读于喬治亞州立大學，但是尚未毕业。

## 影视事业
1988年，茱莉亞·羅勃茲在《現代灰姑娘》中的演出吸引了觀眾的目光。1989年她在《鋼木蘭》（Steel Magnolias）中扮演一位與糖尿病抗爭的新娘，出色的演技為她帶來了第一個奥斯卡提名（最佳女配角）。
1990年《麻雀變鳳凰》（Pretty Woman）一片更是使她闻名全世界，也带来了第二个奥斯卡提名（最佳女主角）。接下来的《与敌共眠》（Sleeping with the Enemy）为她带来了巨大的票房成功，在該片中她扮演一位逃离丈夫重新开始生活的女子。她在1991年出演斯皮尔伯格导演的《虎克船長》后，有两年的时间几乎没在屏幕上露面。
1993年初，《人物》杂志封面故事就提问到：“茱莉亞·羅勃茲到底出什么事了？”

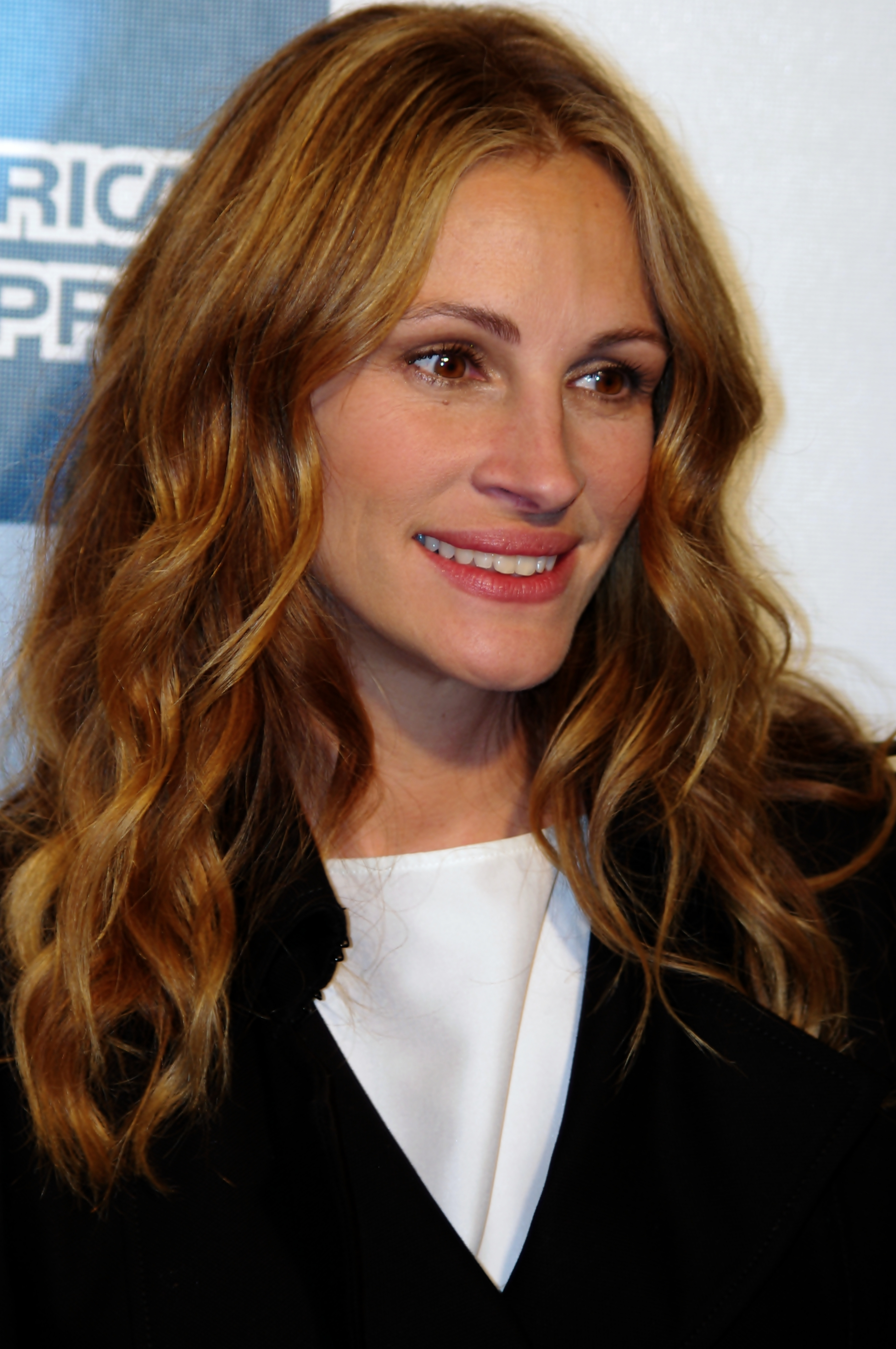
羅勃茲出席2011年翠貝卡影展《Jesus Henry Christ》的首映會。

同年晚些时候，她与丹泽尔·华盛顿联袂出演《絕對機密》（The Pelican Brief），取得了很大成功。但接下来几年内，她参与的一系列电影都既不叫好又不叫座。1997年她终于时来运转，出演了《新娘不是我》。这部浪漫喜剧带来了极高的票房收入，奠定了罗勃茲票房灵药的名誉。
2001年她在《永不妥协》（Erin Brockovich）中精湛的演出受到评论家广泛好评，终于为她带来了奥斯卡最佳女主角奖。在这部真人真事改编的电影中，她扮演了一位没有受过正式法律教育但坚强果敢的女性，帮助小镇居民起诉能源巨头“太平洋煤气电力公司”的环境污染罪行。

## 私生活
茱莉亞·羅勃茲的私生活一直为娱乐媒体穷追不舍，后来这种现象便反映在她1999年的电影《新娘百分百》（Notting Hill）中：她扮演一位好莱坞著名女演员，爱上了一个在伦敦诺丁山開书店的普通人（休·葛蘭扮演）。据说她的这个角色就是茱莉亞的真实写照，以至于拍摄时有一场戏问起女主角片酬多少，羅勃茲脱口而出“1500万美元”，而这个数字正好就是她出演这部电影的酬劳。
1991年，羅勃茲与演员基夫·修打蘭订婚，但婚礼前几天取消婚约。后来她与乡村歌手Lyle Lovett私奔，两人1995年离婚。
2000年羅勃茲拍摄《危險情人》时，在片场认识了摄影师丹尼·莫達（Danny Moder）。2002年7月4日，两人在茱莉亞·羅勃茲於新墨西哥州的庄园结婚。
2004年拍《瞞天過海2：長驅直入》時，她發現她懷上了一對雙胞胎，所以導演和編劇也很巧妙的把這個事件編入故事之中，讓角色變得更有趣。
2004年羅勃茲产下龙凤胎，2007年产下另一個儿子。
羅勃茲信仰印度教。

## 評選
在人物雜誌公布2005年「五十名全世界最漂亮人物」排行榜中，羅勃茲獲選為封面人物，創下三度榮登這項排行榜封面的最高紀錄。人物雜誌主編丹妮兒·杜賓今天上午接受媒體訪問時表示，羅勃茲今年獲選為「五十名全世界最漂亮人物」特輯封面人物的最主要原因是，她產下龍鳳胎雙胞胎升格當媽媽之後，「臉龐散發出一股自然的母性魅力」，使得原本就漂亮的這位女星更加美麗動人。這是37歲的羅勃茲第九度入選「五十名全世界最漂亮人物」排行榜，與今年同樣也榜上有名的哈莉·貝瑞打成平手。羅勃茲這次也是第三度登上這份人物雜誌排行榜的封面，創下無人能比的紀錄。
2010年最新一期人物雜誌公布「世界最漂亮人物」排行榜，羅勃茲再次獲選為封面人物。打破了自己早前的記錄，第四次登上了該排行榜的首位（這已經是她入圍第12次），亦曾被评为好莱坞最有权势的人物；在《福布斯》杂志的“百人权势榜”中处于第12位，是好莱坞片酬最高的女星，接拍电影《蒙娜麗莎的微笑》的片酬高达2500万美元。